# Tamara Faye Messner

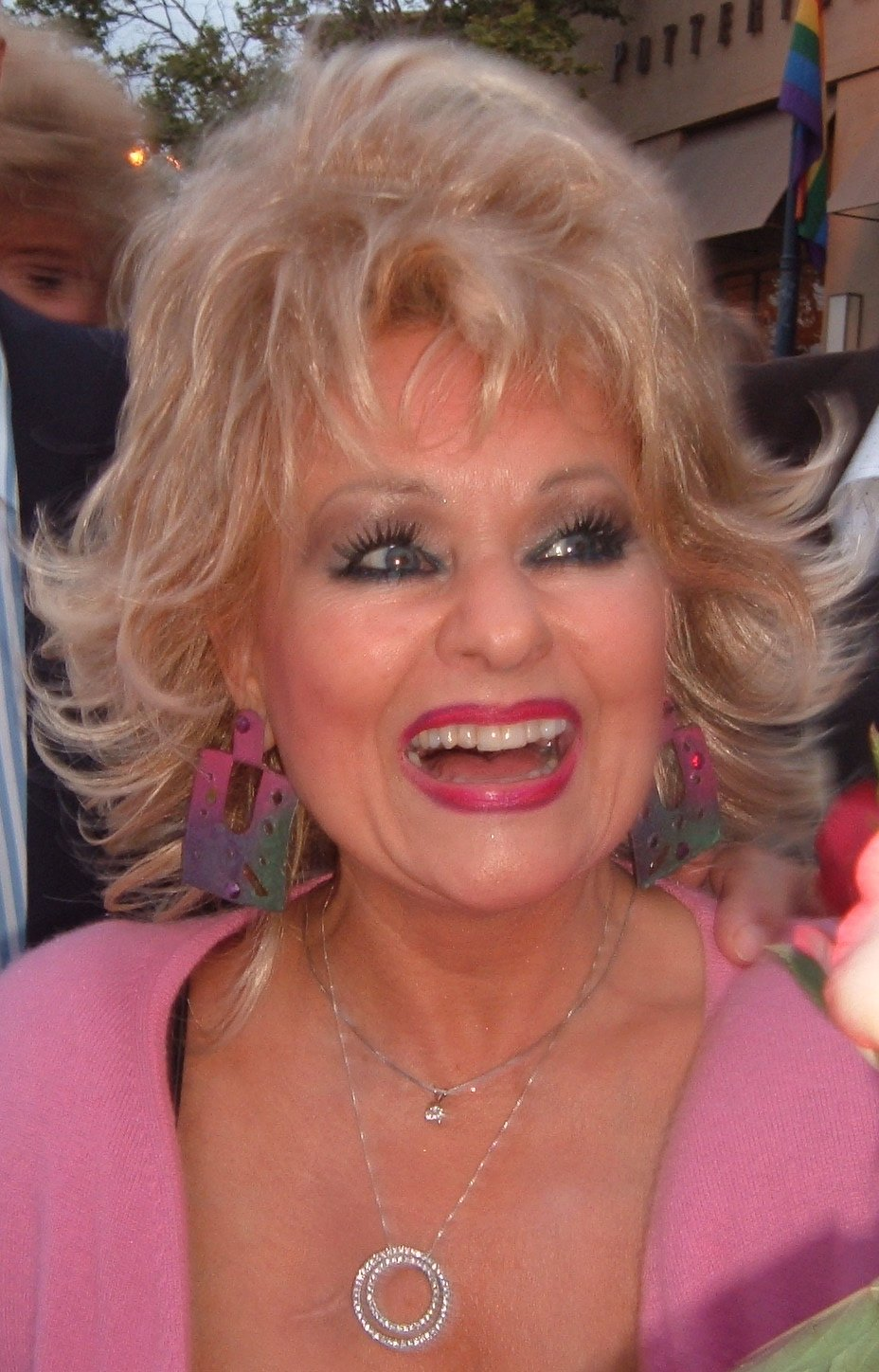
Tamara Faye Messner (2004)

Tamara Faye Messner (* 7. März 1942 in International Falls, Minnesota; † 20. Juli 2007 in Loch Lloyd, Missouri) war eine US-amerikanische christliche Sängerin, Evangelistin, Unternehmerin, Autorin, sowie Fernsehpersönlichkeit. Sie war die ehemalige Frau des skandalumwitterten Fernsehpredigers Jim Bakker.

## Herkunft
Als ältestes von acht Kindern wurde Tamara Faye LaValley in International Falls als Tochter der Pfingstbewegungs-Prediger Carl und Rachel Fairchild LaValley geboren. Ihre Eltern heirateten 1941, ein Jahr vor ihrer Geburt. Kurz nach der Geburt ließen sich ihre Eltern wieder scheiden und sie lebte fortan allein mit ihrer Mutter und ihrem Bruder. Als sie sechs Jahre alt war, heiratete ihre Mutter einen Arbeiter einer Papierfabrik. Mit diesem bekam ihre Mutter vier weitere Kinder.
In den folgenden Jahren musste sie sich mit ihrer Mutter um den Haushalt und ihre Geschwister kümmern. Ihre Tante war es, die sie zum ersten Mal mit in die Kirche nahm. Im Alter von zehn Jahren trat sie der Assemblies of God bei. Bevor sie 1960 ein Universitätsstudium abschloss, schlug ihre Mutter vor, dass Tammy Faye Pastorin werden sollte. Nachdem sie zusammen mit ihrem späteren Ehemann Jim Bakker von der North Central University abging, arbeitete sie in einer Boutique. 1962 zogen sie zusammen nach North Carolina.

## Das Fernsehen als Medium
Jim und Tammy Bakker waren bereits während ihrer Zeit in Minneapolis im Fernsehen aktiv und waren später in Portsmouth, Virginia Gründungsmitglieder der christlichen Talkshow The 700 Club. In Portsmouth entwickelten sie eine christliche Fernsehsendung für Kinder mit dem Namen Jim and Tammy und eine Kindersendung mit Handpuppen, die von 1964 bis 1973 auf CBN ausgestrahlt wurde. Sie waren auch Mitbegründer des Trinity Broadcasting Networks. Mitte der 1970er Jahre gründete sie zusammen mit ihrem Mann den PTL Club, ein christliches Fernsehnetzwerk, welches später durch Skandale erschüttert wurde, die letztendlich zur Insolvenz führten.
1996 war sie zusammen mit Jim J. Bullock Moderatorin der Fernsehsendung The Jim J. and Tammy Faye Show. Nachdem bei ihr Darmkrebs diagnostiziert wurde, verließ sie die Show und wurde ersetzt. In den kommenden Jahren war sie Mittelpunkt diverser Dokumentationen mit den Titeln The Eyes of Tammy Faye (1999) und einer Fortsetzung Tammy Faye: Death Defying (2004) von Lions Gate Films.
Tammys Auftritte mit dick aufgetragenem Mascara und Permanent Make-up verschafften ihr auch eine gewisse Popularität in der Schwulenszene. Sie hat mehrere Nachahmer bei Drag Queens und gilt unter anderem als eine der ersten evangelikalen Christen, die Unterstützung in der LGBT-Szene gewannen. Sie bedankte sich auch mehrmals für die Unterstützung in dem Umfeld nach den Skandalen um ihren Exmann.

### The Surreal Life
Im Frühjahr 2004 trat sie in der Reality-TV-Show The Surreal Life auf. Zusammen mit Ron Jeremy, Vanilla Ice, Traci Bingham, Erik Estrada und Trishelle Cannatella lebte sie in einem Haus in Kalifornien und musste in zwölf Tagen diverse Aktivitäten vollführen.

## Lebensende
Im Jahr 1996 wurde bei Tamara Dickdarmkrebs diagnostiziert, der später Metastasen in der Lunge bildete. An diesem starb sie nach Aussage ihres Managers am Morgen des 20. Juli 2007.

## Sonstiges
Im 2021 erschien Film The Eyes of Tammy Faye wurde sie von Jessica Chastain gespielt. Der Film wurde 2022 unter anderem mit zwei Oscars für die Beste Hauptdarstellerin (Jessica Chastain) und das Beste Make-up und die besten Frisuren (Linda Dowds, Stephanie Ingram und Justin Raleigh) ausgezeichnet.
Im Jahr 2022 wurde in London das Musical Tammy Faye uraufgeführt. Die Musik komponierte Elton John. Die Liedtexte stammen von Jake Shears, das Buch von James Graham.